# Municipi de Bornholm
El municipi regional de Bornholm és un municipi danès situat a la mar Bàltica, davant les costes del sud de Suècia, amb una superfície de més de 588 km² que corresponen al territori de l'illa de Bornholm. El petit arxipèlag d'Ertholmene que comprèn les illes de Christiansø, Frederiksø i Græsholm i situat a 18 km al nord-est de Bornholm no forma part del municipi i és administrat directament pel Ministeri de Defensa. La Reforma Municipal Danesa del 2007 no va afectar els límits del municipi, però va passar a formar part de la Regió de Hovedstaden.
La ciutat més important i seu administrativa del municipi és Rønne (14.031 habitants el 2009). Altres poblacions del municipi són:
- Aakirkeby
- Allinge-Sandvig
- Arnager
- Årsdale
- Balka
- Gudhjem
- Hasle
- Klemensker
- Listed
- Lobbæk
- Muleby
- Nexø
- Nyker
- Nylars
- Østerlars
- Østermarie
- Pedersker
- Snogebæk
- Svaneke
- Tejn
- Vestermarie

## Consell municipal
Resultats de les eleccions del 18 de novembre del 2009:
| Partit                       | vots | % vots |
| ---------------------------- | ---- | ------ |
| Socialdemokratiet            | 6785 | 28,3   |
| Det Radikale Venstre         | 1029 | 4,3    |
| Det Konservative Folkeparti  | 933  | 3,9    |
| Socialistisk Folkeparti      | 2827 | 11,8   |
| Bornholms Selvstyre Parti    | 300  | 1,3    |
| Kristendemokraterne          | 888  | 3,7    |
| Borgerlisten Bornholm        | 2782 | 11,6   |
| Dansk Folkeparti             | 1150 | 4,8    |
| Venstre                      | 6711 | 28,0   |
| Enhedslisten - De Rød-Grønne | 554  | 2,3    |

### Alcaldes
| Alcalde            | Període               | Partit                |
| ------------------ | --------------------- | --------------------- |
| Bjarne Kristiansen | 1-1-2007 a 31-12-2009 | Borgerlisten Bornholm |
| Winni Grosbøll     | 1-1-2010 a 31-12-2013 | Socialdemokratiet     |